# ウラジロガシ
ウラジロガシ（裏白樫、学名: Quercus salicina）とは、ブナ科コナラ属アカガシ亜属の常緑広葉樹。ウラジロカシとも。和名は、葉の裏側が白いのでこの名がある。

## 分布と生育環境
日本では本州の宮城県・新潟県以南から四国、九州、琉球列島に分布する。日本国外では朝鮮半島南部と台湾に分布する。
低地から山地の尾根沿いや渓流沿い等の温暖湿潤な環境に生育する。人里周辺ではあまり見ないが、本州中南部以南の山腹地域における照葉樹林の重要な構成要素である。人里周辺では往々にしてシイやアラカシと入れ替わる。

## 特徴
常緑広葉樹の高木で、15 - 20メートル (m) 以上に達する。樹皮は暗褐色から灰色で、皮目があり滑らか。次第に細かい裂け目が入ってくる。老木になると樹皮が不規則に隆起してくるが、若木も皮目があるくらいで滑らかである。若い枝は暗緑色をしている。葉は互生し、倒卵状から楕円状長楕円形、長さ5 - 13センチメートル (cm) 、鋭尖頭で、葉縁に鋸歯を持つ。葉縁はやや波打つくことが多く、アラカシなどに比べて鋸歯が鋭くとがるのが特徴。葉質はやや革質で、裏面はロウ質で粉白色を呈す。
花期は晩春（4 - 5月ごろ）、雌雄同株。花は穂状に咲き、雄花序は新枝の基部から垂れ下がり、長さ4 cm前後、褐色の軟毛を密生する。雌花序は新枝の上部の葉腋に1個つき、長さ7ミリメートル (mm) 前後。堅果（どんぐり）は広卵状楕円形から長楕円形、長さ1.5 - 2 cm前後で他種よりも比較的細長い。翌年の秋に成熟して、色は濃褐色になる。そのため、枝には前年の未熟果がみられる。
冬芽は長楕円形で細い毛があり、多数の芽鱗が重なって包まれた鱗芽で、葉の付け根につく。

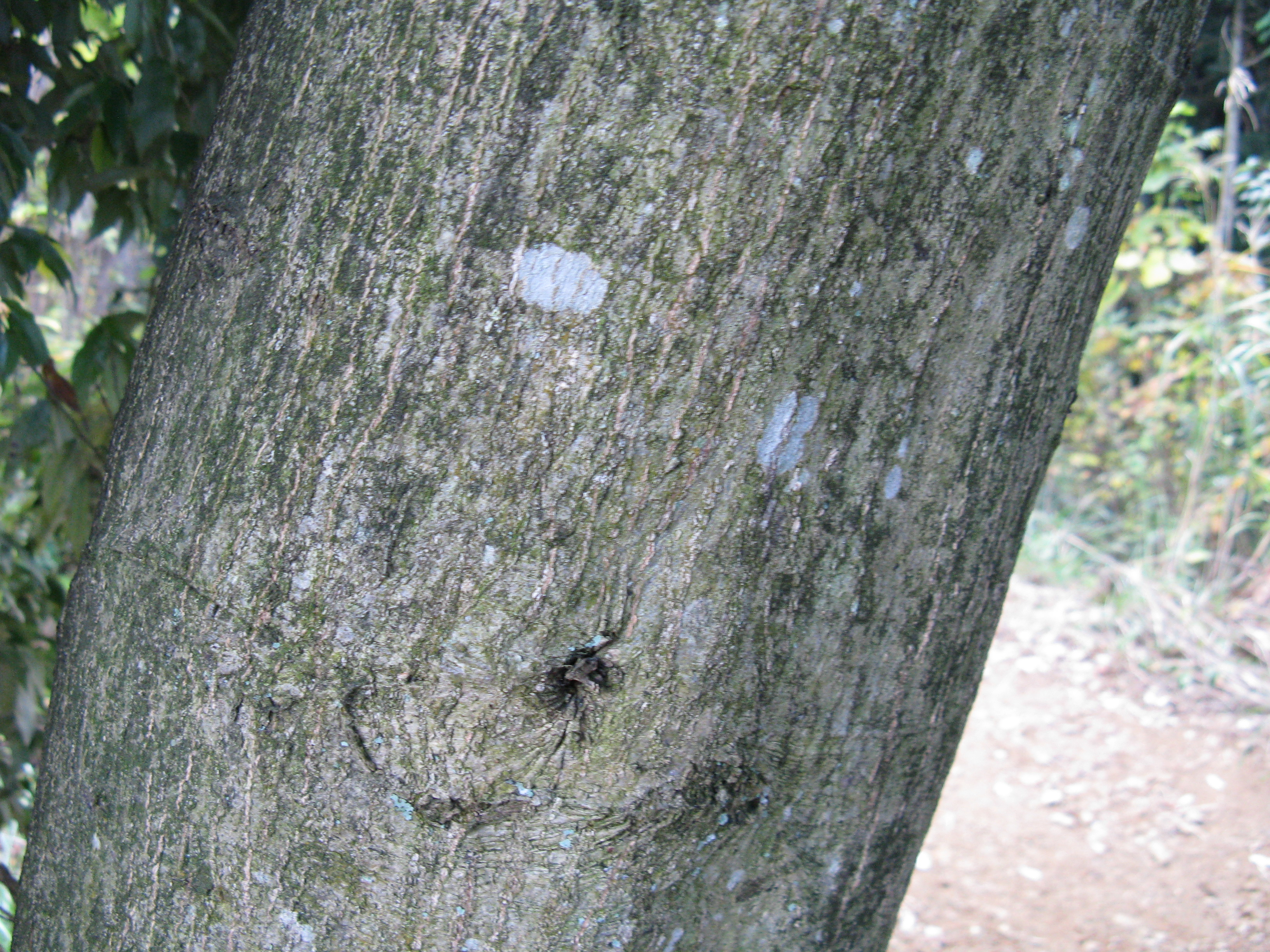
樹皮
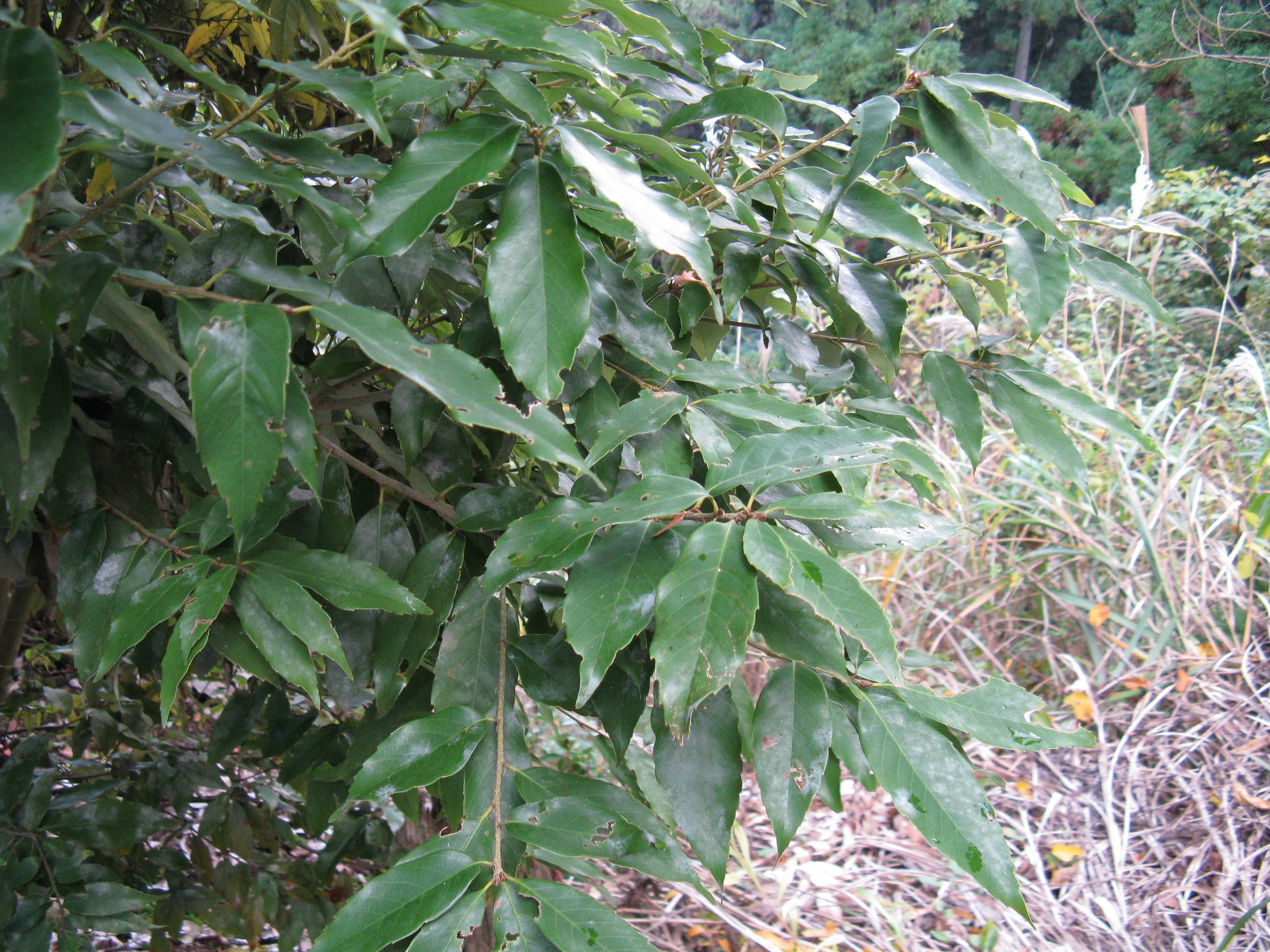
葉
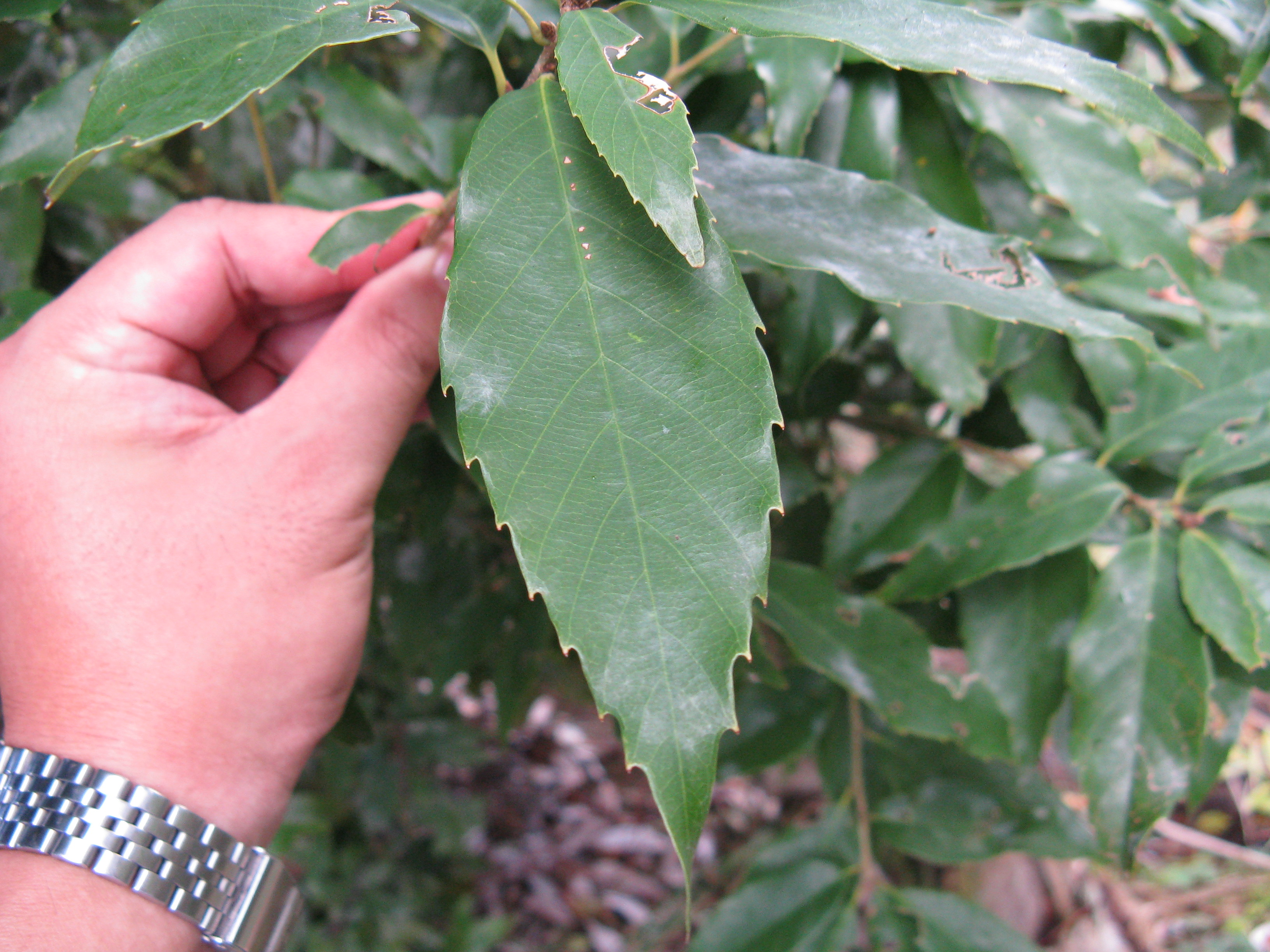
葉の表面
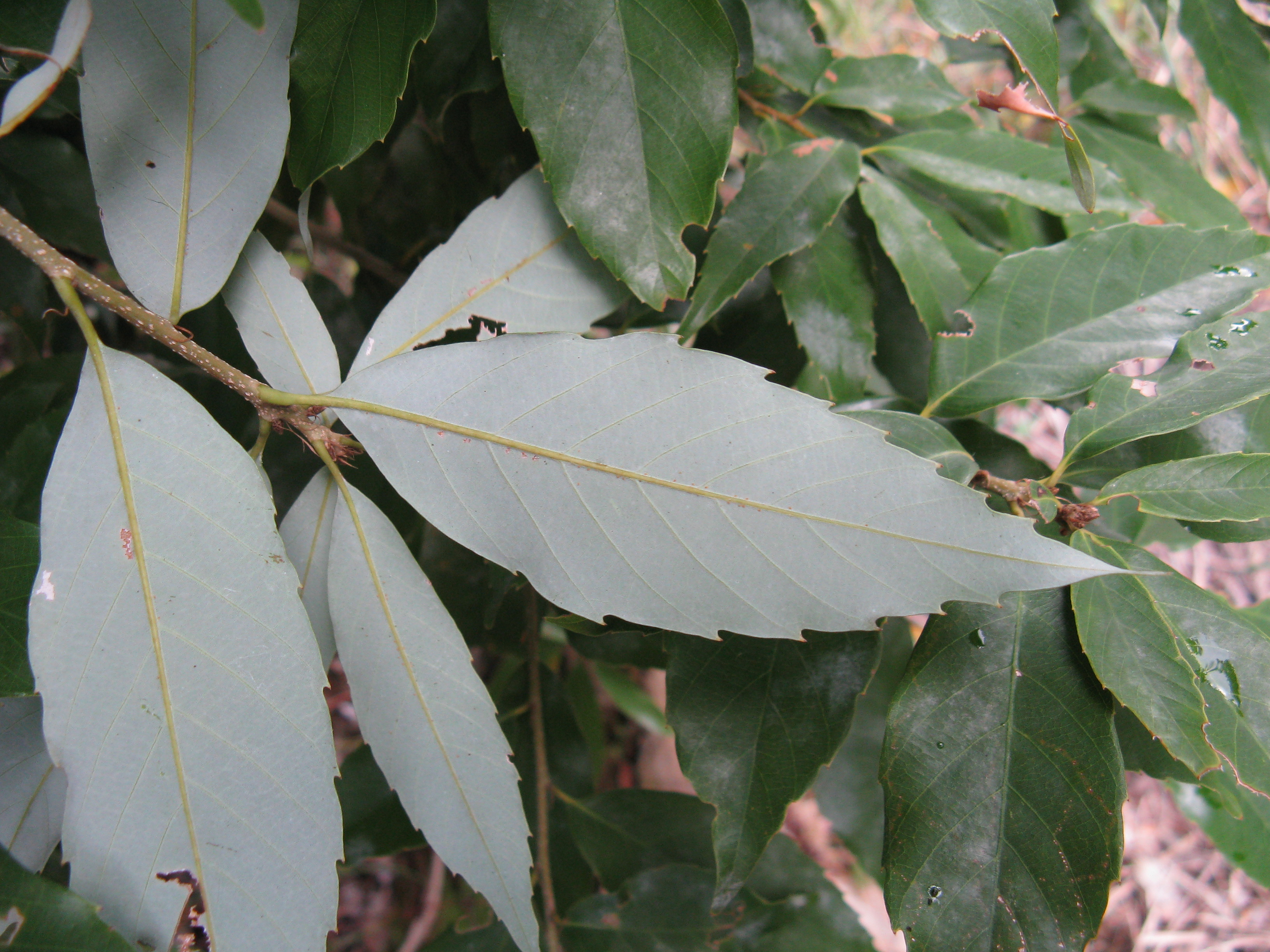
粉白色をしている葉の裏面

## 種内変異
- 品種

ヒロハウラジロガシ Quercus salicina f. latifolia
- 交雑種

和名は不詳だがオキナワウラジロガシ Quercus miyagiiとの交雑種が記録されている。

## 利用
公園樹や生け垣に利用される。材は堅く有用であり、建材や楽器材、家具材等に用いられる他、園芸用にも使用される。
また、葉を乾燥してお茶にして飲むと胆石や腎臓結石を溶かすという触れ込みで商品化されている。エキスは胆石・腎臓結石排出促進作用が確認され、医薬品としても流通している。ウラジロガシを入浴剤として使用すると、切り傷・やけど・にきび等の肌荒れ・痔等に効果がある。

## 保護上の位置づけ
森林開発や伐採等により個体数及び生育地が減少しており、下記の地方公共団体が作成したレッドデータブックに掲載されている。
- 宮城県：要注目種
- 新潟県：地域個体群
- 東京都：C 生息環境の変化によりAランクやBランクへの移行が危惧される種 = 準絶滅危惧
- 沖縄県：絶滅危惧II類

※日本の北限である宮城県・新潟県と南限である沖縄県でリストアップされている。

## 天然記念物
都道府県指定
- 富山県 : 愛本のウラジロガシ林 - 富山県黒部市宇奈月町愛本西爪
- 福井県 : 伊射奈枝神社のウラジロガシ - 福井県大飯郡おおい町福谷 伊射奈枝神社境内
- 福島県 : 大堀のウラジロガシ - 福島県双葉郡浪江町大字大堀字
- 石川県 : 金劔宮社叢ウラジロガシ林 - 石川県白山市鶴来日詰町メ1、メ2 及び巳118-5番地内 金劔宮境内
- 香川県 : 小蓑のウラジロガシ - 香川県木田郡三木町大字小蓑
- 愛媛県 : 惣河内神社のウラジロガシ - 愛媛県東温市河之内字上音田 惣河内神社境内
- 神奈川県 : 高杉のウラジロガシ - 神奈川県足柄上郡山北町皆瀬川字南平
- 滋賀県 : 立木神社のウラジロガシ - 滋賀県草津市草津4-1-3 立木神社境内
- 広島県 : 出店権現のウラジロガシ - 広島県安芸高田市美土里町大字生田 伊勢神社境内
- 岡山県 : 七色カシ - 岡山県苫田郡鏡野町小山
- 千葉県 : 三島・豊英のウラジロガシ - 千葉県君津市豊英504番
- 埼玉県 : 南川のウラジロガシ林 - 埼玉県飯能市南川
- 群馬県 : 妙義神社のウラジロガシ - 群馬県富岡市妙義町妙義6
- 広島県 : 山中福田八幡のウラジロガシ - 広島県世羅郡世羅町大字山中福田大迫 八幡神社境内

市町村指定
- 白山市 : 板尾のウラジロガシ  -石川県白山市河内町板尾
- 上関町 : 祝島のウラジロガシ - 山口県熊毛郡上関町大字祝島1177-1
- 四国中央市 : ウラジロガシ - 愛媛県四国中央市金砂町小川山453-2
- 佐渡市 : 草苅神社のウラジロガシ - 新潟県佐渡市羽茂本郷 草苅神社境内
- 西宮市 : 公智神社社叢 - 兵庫県西宮市山口町下山口3丁目14-31 公智神社境内
- 萩市 : 弘法様のウラジロガシ - 山口県萩市川上野戸呂 西涼山大師堂の旧跡
- 萩市 : 佐々並のウラジロガシ - 山口県萩市佐々並田ノ原
- 黒部市 : 白山社のウラジロガシ林 - 富山県黒部市福平1602 白山社境内
- 相模原市 : 城山のウラジロガシ - 神奈川県相模原市緑区城山4丁目318-4
- 安芸太田町 : 古寺尾のウラジロガシ - 広島県山県郡安芸太田町大字加計493番地15
- 身延町 : 湯之奥群生ウラジロガシ - 山梨県南巨摩郡身延町湯之奥 湯之奥山神社境内